# Перейра, Паула
Паула Перейра (род. 28 декабря 1967) — бразильская актриса.

## Биография
Паула Перейра де Булёис де Карвало родилась 28 декабря 1967 года в городе Салвадор (Бразилия). 
Паула дебютировала в кино в 1989 году и прославилась к началу 2000-х с ролями в знаменитых бразильских сериалов. В 2001 году сыграла роль Креузы в телесериале «Клон».

## Семья
С 1990 года Паула замужем за режиссёром и сценаристом Маркосом Шехтманом. У супругов есть двое детей — дочь Джулия Шехтман (род. 1992) и сын Дэниел Шехтман (род. 1995).

## Избранная фильмография
| Год  |   | Русское название | Оригинальное название | Роль   |
| ---- | - | ---------------- | --------------------- | ------ |
| 2001 | с | Клон             | O Clone               | Креуза |